# Atelopus Arthurův
Atelopus Arthurův (Atelopus arthuri, Peters, 1973) je druh žáby z čeledi ropuchovitých endemický pro Ekvádor. Jeho přirozenými stanovišti jsou vlhké subtropické nebo tropické horské lesy, subtropické nebo tropické vysokohorské louky a řeky. Je ohrožen ztrátou přirozeného prostředí. Od 80. let nebyl pozorován a je považován za pravděpodobně vyhynulý.